# Thabo Mooki
Thabo Lawrence Mooki (ur. 22 października 1974) – południowoafrykański piłkarz grający na pozycji defensywnego pomocnika. W reprezentacji Republiki Południowej Afryki rozegrał 3 mecze i strzelił 1 gola.

## Kariera klubowa
Przez całą swoją karierę piłkarską Mooki związany był z klubem z Johannesburga, Kaizer Chiefs. W 1993 roku zadebiutował w jego barwach w pierwszej lidze południowoafrykańskiej i grał w nim do 2008 roku. W zespole Kaizer Chiefs rozegrał 343 ligowych meczów i strzelił 37 goli. Wraz z Kaizer Chiefs dwukrotnie wywalczył mistrzostwo RPA w 2004 i 2005 roku. W 2001 roku wygrał Puchar Zdobywców Pucharów. W swojej karierze zdobył także Nedbank Cup (2000, 2006), MTN 8 (1994, 2001, 2006, 2008) oraz Vodacom Challenge (2000, 2001, 2003, 2006).
| Sezon   | Klub          | Kraj              | Rozgrywki             | Mecze | Bramki |
| ------- | ------------- | ----------------- | --------------------- | ----- | ------ |
| 1993    | Kaizer Chiefs | Południowa Afryka | I. liga               | 3     | 1      |
| 1994    | Kaizer Chiefs | Południowa Afryka | I. liga               | 21    | 2      |
| 1995    | Kaizer Chiefs | Południowa Afryka | I. liga               | 23    | 4      |
| 1996/97 | Kaizer Chiefs | Południowa Afryka | Premier Soccer League | 31    | 5      |
| 1997/98 | Kaizer Chiefs | Południowa Afryka | Premier Soccer League | 36    | 3      |
| 1998/99 | Kaizer Chiefs | Południowa Afryka | Premier Soccer League | 28    | 3      |
| 1999/00 | Kaizer Chiefs | Południowa Afryka | Premier Soccer League | 38    | 8      |
| 2000/01 | Kaizer Chiefs | Południowa Afryka | Premier Soccer League | 35    | 1      |
| 2001/02 | Kaizer Chiefs | Południowa Afryka | Premier Soccer League | 32    | 6      |
| 2002/03 | Kaizer Chiefs | Południowa Afryka | Premier Soccer League | 18    | 1      |
| 2003/04 | Kaizer Chiefs | Południowa Afryka | Premier Soccer League | 21    | 1      |
| 2004/05 | Kaizer Chiefs | Południowa Afryka | Premier Soccer League | 12    | 2      |
| 2005/06 | Kaizer Chiefs | Południowa Afryka | Premier Soccer League | 20    | 0      |
| 2006/07 | Kaizer Chiefs | Południowa Afryka | Premier Soccer League | 12    | 0      |
| 2007/08 | Kaizer Chiefs | Południowa Afryka | Premier Soccer League | 13    | 0      |

## Kariera reprezentacyjna
W reprezentacji Republiki Południowej Afryki Mooki zadebiutował w 1997 roku. W 1998 roku wywalczył wicemistrzostwo Afryki podczas Pucharu Narodów Afryki 1998. Na tym turnieju zagrał w jednym meczu, półfinałowym z Demokratyczną Republiką Konga (2:1). Grał również w COSAFA Cup 1998. Od 1997 do 1998 roku rozegrał w kadrze narodowej 3 mecze i strzelił 1 gola.